# Michel Frechon
Pour les articles homonymes, voir Fréchon.
Michel Frechon, né le 30 août 1892 à Rouen où il est mort le 22 juin 1974, est un peintre français de l'École de Rouen.

## Biographie

### Jeunesse et formation
Dès son enfance, Michel Frechon dessine avec talent. Il est l’élève de son père Charles Frechon. Il grandit dans un milieu où les amis de ce dernier lui apportent une ouverture et une culture propice au développement de sa formation artistique.
En 1913, il s'engage au 7e régiment de chasseurs à cheval mais très vite, il renonce, car son caractère indépendant et artistique le pousse à s’inscrire à l’école des Beaux-Arts de Rouen.

### Carrière artistique
Son mode préféré d'expression est le fusain. En 1919, il en présente quatre (St Maclou, la Cathédrale de Rouen) à l'Exposition des artistes rouennais. Il expose régulièrement à la galerie Legrip à Rouen.
Il aborde aussi la technique pointilliste pour évoluer ensuite vers une technique plus moderne.
En 1959, l'Académie des sciences, belles-lettres et arts de Rouen lui décerne le grand prix de l'Académie pour l'ensemble de ses œuvres.
Jusqu’en 1964, il participe à de nombreuses expositions rouennaises. François Lespinasse, le spécialiste de l’art impressionniste et des peintres de l’École de Rouen, déclare lors d’une interview, que Michel Frechon est le plus fin dessinateur de l'école de Rouen et le surnomme le fusainiste des monuments rouennais.
Il demeure au no 22 place Saint-Marc à Rouen à partir de 1935.

## Publications
- Pierre Chirol, René Herval, Robert Pinchon, Pierre Le Trividic et Michel Frechon, Rouen à travers les âges, Rouen, H. Defontaine, 1941.

## Élèves
- Roland Dubuc (1924-1998).